# Збірна Норвегії з футболу
Збірна Норвегії з футболу — національна футбольна команда Норвегії, що представляє країну на міжнародних змаганнях. Управлінням збірною займається Норвезька футбольна асоціація. Головний тренер — Столе Сольбаккен, який очолив команду у грудні 2020 року.
Національна збірна Норвегії брала участь у фінальній частині чемпіонату світу 1938, 1994, 1998 років та чемпіонату Європи 2000 року. Найвагомішим досягненням команди досі залишається бронза Берлінської Олімпіади 1938 року.

## Кубок Світу
- 1930 — не брала участі
- 1934 — не брала участі
- 1938 — груповий етап
- 1950 — не брала участі
- 1954–1990 — не пройшла кваліфікацію
- 1994 — груповий етап
- 1998 — ⅛ фіналу
- 2002 — не пройшла кваліфікацію
- 2006 — не пройшла кваліфікацію
- 2010 — не пройшла кваліфікацію
- 2014 — не пройшла кваліфікацію
- 2018 — не пройшла кваліфікацію
- 2022 — не пройшла кваліфікацію

## Чемпіонат Європи
- 1960–1996 — не пройшла кваліфікацію
- 2000 — груповий етап
- 2004 — не пройшла кваліфікацію
- 2008 — не пройшла кваліфікацію
- 2012 — не пройшла кваліфікацію
- 2016 — не пройшла кваліфікацію
- 2020 — не пройшла кваліфікацію

## Ліга націй УЄФА
| Ліга націй УЄФА | Ліга націй УЄФА | Ліга націй УЄФА | Ліга націй УЄФА | Ліга націй УЄФА | Ліга націй УЄФА | Ліга націй УЄФА | Ліга націй УЄФА | Ліга націй УЄФА | Ліга націй УЄФА | Ліга націй УЄФА |
| Сезон           | Ліга            | Група           | І               | В               | Н               | П               | М+              | М-              | П/П             | Рей             |
| --------------- | --------------- | --------------- | --------------- | --------------- | --------------- | --------------- | --------------- | --------------- | --------------- | --------------- |
| 2018-19         | C               | 3               | 6               | 4               | 1               | 1               | 7               | 2               | Підвищення      | 26-е            |
| 2020-21         | B               | 1               | 6               | 3               | 1               | 2               | 12              | 10              | Без змін        | 22-е            |
| 2022-23         | B               | 4               | 6               | 3               | 1               | 2               | 7               | 7               | Без змін        | 24-е            |
| 2024-25         | B               | Буде визначено  | Буде визначено  | Буде визначено  | Буде визначено  | Буде визначено  | Буде визначено  | Буде визначено  | Буде визначено  | Буде визначено  |
| Усього          | Усього          | Усього          | 18‎              | 10‎              | 3‎               | 5‎               | 26‎              | 19‎              |                 |                 |

## Поточний склад
Наступні гравці були викликані на товариські матчі проти Ірландії та Фінляндії 17 та 20 листопада 2022 року відповідно.
Матчі та голи вірні станом на 17 листопада 2022 року, після матчу проти Ірландії.
| №  | Поз. | Гравець                    | Дата народження (вік)        | Ігри | Голи | Клуб          |
| -- | ---- | -------------------------- | ---------------------------- | ---- | ---- | ------------- |
| 1  |      | Ер'ян Нюланд               | 10 вересня 1990 (34 роки)    | 41   | 0    | РБ Лейпциг    |
| 12 |      | Мадс Хеденстад Крістіансен | 21 жовтня 2000 (24 роки)     | 0    | 0    | Ліллестрем    |
| 13 |      | Егіль Сельвік              | 30 липня 1997 (27 років)     | 0    | 0    | Гаугесун      |
|    |      | Якоб Карлстрем             | 9 січня 1997 (28 років)      | 0    | 0    | Молде         |
|    |      |                            |                              |      |      |               |
| 3  |      | Стіан Роде Грегерсен       | 17 травня 1995 (29 років)    | 6    | 0    | Бордо         |
| 4  |      | Стефан Страндберг          | 25 липня 1990 (34 роки)      | 28   | 1    | Волеренга     |
| 5  |      | Біргер Мелінг              | 17 грудня 1994 (30 років)    | 32   | 0    | Ренн          |
| 14 |      | Джуліан Рієрсон            | 17 листопада 1997 (27 років) | 14   | 0    | Уніон Берлін  |
| 15 |      | Лео Естігор                | 28 листопада 1999 (25 років) | 8    | 1    | Наполі        |
| 17 |      | Фредрік Андре Бйоркан      | 21 серпня 1998 (26 років)    | 8    | 0    | Феєнорд       |
| 21 |      | Маріус Лоде                | 11 березня 1993 (32 роки)    | 2    | 0    | Буде-Глімт    |
| 22 |      | Маркус Голмгрен Педерсен   | 16 липня 2000 (24 роки)      | 15   | 0    | Феєнорд       |
|    |      |                            |                              |      |      |               |
| 2  |      | Мортен Торсбі              | 5 травня 1996 (28 років)     | 17   | 0    | Уніон Берлін  |
| 6  |      | Патрік Берг                | 24 листопада 1997 (27 років) | 13   | 0    | Буде-Глімт    |
| 7  |      | Ола Брюнгільдсен           | 28 травня 1999 (25 років)    | 1    | 0    | Молде         |
| 8  |      | Крістоффер Захаріассен     | 27 січня 1994 (31 рік)       | 2    | 0    | Ференцварош   |
| 10 |      | Мартін Едегор ()           | 17 грудня 1998 (26 років)    | 46   | 2    | Арсенал       |
| 11 |      | Мохамед Ельюнуссі          | 4 серпня 1994 (30 років)     | 48   | 9    | Саутгемптон   |
| 16 |      | Ула Сульбаккен             | 7 вересня 1998 (26 років)    | 3    | 0    | Буде-Глімт    |
| 18 |      | Сіверт Маннсверк           | 8 травня 2002 (22 роки)      | 0    | 0    | Молде         |
| 20 |      | Матс Меллер Делі           | 2 березня 1995 (30 років)    | 34   | 2    | Нюрнберг      |
| 24 |      | Гуго Ветлесен              | 29 лютого 2000 (25 років)    | 0    | 0    | Буде-Глімт    |
|    |      |                            |                              |      |      |               |
| 9  |      | Охі Омойжуанфо             | 10 січня 1994 (31 рік)       | 2    | 1    | Брондбю       |
| 23 |      | Йорген Странд Ларсен       | 13 квітня 2000 (24 роки)     | 4    | 0    | Сельта Віго   |
|    |      | Александер Серлот          | 5 грудня 1995 (29 років)     | 44   | 15   | Реал Сосьєдад |